# Куке (Ляене-Сааре)
Ку́ке (ест. Kuke küla) — село в Естонії, у волості Ляене-Сааре повіту Сааремаа.

## Населення
Чисельність населення на 31 грудня 2011 року становила 17 осіб.

## Географія
Через село проходить дорога Азукюла — Куке, що веде на північ від автошляху 118 (Симера — Кярла — Удувере).

## Історія
До 12 грудня 2014 року село входило до складу волості Каарма.

## Пам'ятки природи
На північний захід від села розташовується заказник Пилденійді (Põldeniidi hoiuala), площа — 8,8 га (58°22′26″ пн. ш. 22°32′43″ сх. д. / 58.37389° пн. ш. 22.54528° сх. д.).